# 科威特国徽
科威特國徽為一盾徽，上繪國旗圖案，置於一隻古萊什之鷹胸前。鷹兩翅之間構成一個圓，上繪一隻帆船在晴天的海面上航行。圓的頂部以阿拉伯語書「科威特國」。